# Cut Man
Cut Man is de tweede aflevering van de televisieserie Daredevil. De aflevering werd geregisseerd door Phil Abraham en geschreven door Drew Goddard.

## Verhaal
De jonge Santino vindt op een avond de gemaskerde Matt terug in een afvalcontainer. Omdat Matt zwaargewond lijkt, roept de jongeman de hulp in van Claire Temple, een verpleegster die in zijn appartementsgebouw woont. In haar appartement probeert ze de wonden van Matt te verzorgen. Matt wil niet dat ze de hulpdiensten belt en probeert opnieuw recht te staan. Wanneer hij zich omdraait om naar de deur te wandelen, valt hij flauw.
Als kind verzorgde Matt zelf de wonden van zijn vader Jack, die als bokser niet echt succesvol was. Ooit moest hij van zijn vader een slok alcohol drinken om zijn hand niet te laten bibberen tijdens het dichtnaaien van een hoofdwonde. Nadat Matt blind was geworden, kreeg zijn vader van enkele gangsters de kans om tegen Carl Creel te vechten. In ruil moest hij zich laten vallen en de wedstrijd opzettelijk verliezen. Jack besloot echter om op zichzelf te gokken en de wedstrijd te winnen, in de hoop dat zijn zoon trots zou zijn. Jack won het duel, maar moest op de vlucht voor de gangsters die door zijn onverwachte zege veel geld hadden verloren. Wat later vond Matt zijn vader dood terug in een steeg.
Karen voelt zich na de recente gebeurtenissen in haar appartement niet meer veilig. Daarop besluit Foggy haar mee te nemen naar een plaatselijke bar. Terwijl de twee dronken worden en elkaar beter leren kennen, onthult Matt aan Claire dat hij tijdens zijn zoektocht naar een ontvoerde jongen recht in een hinderlaag liep. Vervolgens hoort Matt dat er iemand in het appartementsgebouw van Claire naar hem op zoek is. Een man, die zich voordoet als een politieagent, gaat alle deuren af. Claire beweert dat ze niets gehoord of gezien heeft, maar de man gelooft haar niet. Matt schakelt hem vervolgens uit door een brandblusapparaat op zijn hoofd te laten vallen. Wanneer de man terug bij bewustzijn komt, merkt hij dat op het dak van het appartementsgebouw is vastgebonden. Matt wil te weten komen waar de ontvoerde jongen is en martelt hem. Na lang aandringen onthult de man waar de jongen verborgen wordt gehouden. Vervolgens duwt Matt hem van het dak in een afvalcontainer.
Matt gaat naar de locatie waar de jongen vastgehouden wordt. In een lange en afmattende vechtpartij slaat hij alle handlangers van de Russische bende in elkaar, waarna hij met de jongen naar buiten wandelt.

## Cast
- Charlie Cox – Matt Murdock / Daredevil
- Deborah Ann Woll – Karen Page
- Elden Henson – Foggy Nelson
- Rosario Dawson – Claire Temple
- Moisés Acevedo – Santino
- Alex Falberg – Semyon
- John Patrick Hayden – Jack Murdock
- Skylar Gaertner – jonge Matt Murdock
- Kevin Nagle – Roscoe Sweeney
- Peter Gerety – Silke

## Titelverklaring
Cut Man is de Engelstalige term voor een persoon die een bokser tijdens wedstrijden verzorgt en oplapt. In deze aflevering verwijst de term naar zowel Matt, die als kind zijn vader oplapte, als Claire, die de gewonde Daredevil opnieuw op de been helpt.

## Verwijzingen naar andere Marvel-verhalen
- De tegenstander van Jack Murdock in zijn laatste bokswedstrijd is Carl Creel, beter bekend als de schurk Absorbing Man. Creel kwam ook in het tweede seizoen van de tv-serie Agents of S.H.I.E.L.D. aan bod. Marvel-producent Jeph Loeb bevestigde in april 2015 dat het in de twee series om hetzelfde personage gaat.[1]
- Claire Temple, gespeeld door Rosario Dawson, is een combinatie van de strippersonages Claire Temple en Night Nurse.